# Ohof
Ohof ist ein Ortsteil der Gemeinde Meinersen im Landkreis Gifhorn in Niedersachsen.

## Geographie
Ohof liegt im Urstromtal der Aller in eiszeitlicher Moränenlandschaft. Die Böden sind daher überwiegend sandig. Die ursprünglichen Heidelandschaften sind im 19. Jahrhundert großenteils landwirtschaftlich nutzbar gemacht worden.
Benachbarte Ortschaften sind:
- Seershausen
- Eickenrode
- Plockhorst
- Eltze

## Geschichte
Erstmals urkundlich erwähnt wurde Ohof in dem (Lüneburger) Lehnregister der Herzöge Otto und Wilhelm Nr. 508 von 1360. Urkundlich nachzuweisen ist die Veränderung von Ohof zu Mohoff.
Es war immer ein kleiner Ort; noch 1818 wurden zwei Höfner und drei Brinksitzer genannt. Bedeutend war aber die Lage an der Heerstraße auf halber Strecke zwischen den welfischen Residenzen Celle und Braunschweig.
1678 wurde nach der Einführung des einheitlichen Postwesens im Herzogtum Braunschweig-Lüneburg die bestehende Pferdewechsel-Station durch die Post gekauft und ausgebaut. 1771 wurde die Poststation in das benachbarte Eltze verlegt, 1800, durch den Ausbau der Heerstraße als Chaussee, wieder nach Ohof zurückverlegt. 1847 wurde die Pferdepost zwischen Celle und Braunschweig eingestellt.
Am 11. April 1698 fanden in Ohof Verhandlungen zwischen Wolfenbüttel und Celle statt, in denen es darum ging, Herzog Anton Ulrich von seiner Politik gegen die Erneuerung der Primogeniturerklärung abzubringen und zu einem Einvernehmen zwischen den verfeindeten Linien Braunschweig-Wolfenbüttel einerseits und Celle und Hannover andererseits zu kommen.
In der Nacht vom 31. Juli auf den 1. August 1809 hielten sich Patrouillen des Generals Jean-Jacques Reubell bei Ohof auf.
1818 wurde die Verkoppelung vollzogen.
1820 als Mitteilung: Im Amte Meinersen und Eicklingen bei Langlingen, Müden, Eickenrode und Ohof sind neuerdings wieder Urnen gefunden.
Etwas nördlich vom Ohofer Weg – schon im Gebiet des Ortsteils Seershausen – befindet sich die ehemalige Hinrichtungsstätte bei Ohof, sie stellt in den Lüneburgischen Landen einen Sonderfall dar. Insgesamt wurden dort vermutlich annähernd 70 Verurteilte gerichtet. Zwischen 1597 und 1617 kamen 26 Verurteilte unter das Richtschwert, an den Strick oder das Rad. 1829 wurde auf dem Galgenberg die letzte Hinrichtung des Amtes Meinersen vollzogen.
Bedeutsam für die weitere Entwicklung des Ortes war 1870/71 der Bau der Bahnstrecke Lehrte–Berlin. Auf Ohofer Gebiet, aber etwa 1 km vom alten Dorfkern, wurde der Bahnhof Meinersen errichtet. In der Folge entstand eine Siedlung in Bahnhofsnähe, teils auf Ohofer, teils auf Seershäuser Gebiet.
Bis 1885 gehörte Ohof zur Gografschaft Edemissen des Amtes Meinersen, seit 1885 zum neu gebildeten Landkreis Peine. 1966 bildete Ohof mit den Ortschaften Dedenhausen, Wehnsen, Plockhorst, Eickenrode und Eltze die Samtgemeinde Eltze.
Am 1. März 1974 wurde Ohof, bis dahin eine Gemeinde im Landkreis Peine, im Zuge der Gebietsreform im Land Niedersachsen in die Gemeinde Meinersen eingegliedert und damit dem Landkreis Gifhorn zugeschlagen, die Samtgemeinde Eltze wurde damit aufgelöst.

### Einwohnerentwicklung
| Jahr | Einwohner |
| ---- | --------- |
| 1821 | 79        |
| 1905 | 170       |
| 1936 | 384       |
| 1946 | 782       |
| 1961 | 596       |
| 1964 | 573       |
| 1970 | 610       |
| 2006 | 778       |
| 2009 | 727       |
| 2019 | 720       |

### Religion
Ohof gehörte seit dem Mittelalter zu der Kirchengemeinde Eltze. Im Zuge der Reformation wurde es evangelisch. Die evangelischen Einwohner gehören auch heute noch zur Ev.-luth. Kirchengemeinde in Eltze.
Ohof ist Namensgeber des Ohofer Gemeinschaftsverbandes. Dieser betreibt dort das TCG-Ohof (Tagungscenter „Gotteshütte Ohof“) und die Evangelische Gemeinschaft Ohof-Eltze.

### Wappen
Das Wappen ist quergeteilt. In der oberen Hälfte ein blauer Braunschweiger Löwe auf gelben Grund, zur Erinnerung an die alte Herrschaft, in der unteren Hälfte ein gelbes Posthorn mit rotem Band auf blauem Grund, als Hinweis auf die ehemalige Poststation. Der Entwurf stammt von Alfred Brecht, vom Gemeinderat angenommen am 29. Oktober 1960, vom Regierungspräsidenten in Hildesheim am 16. Januar 1961 genehmigt.

### Bildung
Schulisch gehört Ohof heute zum Schulbezirk Meinersen. Die 1892 gebaute Schule dient heute als Dorfgemeinschaftshaus, ein in den 1950er Jahren gebauter zusätzlicher Klassenraum ist heute eine Kindertagesstätte.

## Verkehr
Ohof liegt an der Bundesstraße 214 zwischen Braunschweig und Celle. Der Bahnübergang wurde 1997 durch ein Brückenbauwerk westlich des Bahnübergangs ersetzt. Eine Kreisstraße verbindet Ohof mit Seershausen und Meinersen.
In Ohof liegt der Bahnhof Meinersen an der Berlin-Lehrter Eisenbahn, über die stündlich Verbindungen nach Hannover und Wolfsburg bestehen. Der Bahnhof gehört zum Verkehrsverbund Region Braunschweig.
Beim Bau der Ausbaustrecke wurden 1996 sämtliche Gütergleise entfernt; es ist nur noch je ein Überholgleis mit Bahnsteigkante vorhanden, während die durchgehenden Gleise ohne Bahnsteig sind. Das Bahnhofsgebäude war schon vorher (um 1985) abgerissen worden. Obwohl der Bahnhof großenteils auf Ohofer Gebiet liegt, hat er nie diesen Namen getragen.

## Sonstiges
Am 30. Mai 1989 wurde im Wald bei Ohof der verbrannte Leichnam des in den sogenannten KGB-Hack involvierten Hackers Karl Koch aufgefunden.